# あそビーバー
『あそビーバー』は、NHK Eテレで2019年4月6日から2022年3月26日まで放送されていた教育番組。

## 番組概要
NHK Eテレの番組から、あそびのヒントになる人気コーナーをセレクトする。さらに専門家の監修のもと、室内や公園で気軽にできるあそびや手作りのおもちゃなどのアイデアで身近なあそびを指南する。
2022年3月26日をもって放送を終了した。

## コーナー
- NHK Eテレの子供番組から選りすぐりのコーナーを紹介する[3]。

- ビーバーアニメ
  - オープニングとエンディングのアニメーション
- おやころもち(作: 宮川サトシ)[4]
- 世界をプレイ
  - 身近にあるいろいろな物でゲームをしたり、音楽を奏でるなど、少し変わったあそびを提案するコーナー[5]。

## スタッフ
(この節の出典)
- オープニング・タイトルロゴデザイン　岩﨑美津樹
- ビーバーキャラクターデザイン　岩﨑美津樹
- アニメーション　岩﨑美津樹
- ディレクション　大橋弘典
- ビーバーアニメ　イラスト・アニメーション　岩﨑美津樹
- ナレーター　細谷カズヨシ
- おやころもち
  - 作　宮川サトシ
  - 演出・アニメーション　大橋弘典

- アニメーション総合演出　潮永光生

## 放送時間
2021年度までは以下の時刻に放送が行われていた。
本放送
金曜日 6:50 - 6:55
再放送
土曜日 6:55 - 7:00
月曜日 10:20 - 10:25

## 外部サリンク
- あそビーバー - NHK - 公式サイト
- あそビーバー セレクション | NHK for School
- あそビーバー - NHK放送史